# Delphinium munzianum
Delphinium munzianum är en ranunkelväxtart som beskrevs av Peter Hadland Davis och Kit Tan. Delphinium munzianum ingår i släktet storriddarsporrar, och familjen ranunkelväxter. Inga underarter finns listade i Catalogue of Life.